# Long Good-bye
『Long Good-bye』（ろんぐぐっどばい）は、1985年7月25日に徳間音楽工業から発売された太田貴子の3作目のオリジナル・アルバム。レコードは28JAL-3018。カセットテープは28J-2018。CDは32JC-133。

## 概要
太田貴子の3枚目のアルバムは彼女がヒロインを務め1985年6月15日に先行発売され、同年8月3日に松竹富士で劇場公開された「魔法の天使クリィミーマミ ロング・グッドバイ」のタイトルに合わせて同映画のオープニングテーマ及びエンディングテーマと「魔法の天使クリィミーマミ ラブリーセレナーデ」の挿入歌が収録。CD版では1曲追加されている。2020年4月29日にはコンプリート・コレクション『TAKAKO OHTA TOKUMA JAPAN YEARS 1983-1988 CD&DVD COMPLETE BOX』が販売された。

## レコード・カセット
1. ヒーローは泣かない
  - 作詞・作曲：恩田久義 / 編曲：難波正司
2. 潮風のCradle
  - 作詞：恩田久義 / 作曲：山川恵津子 / 編曲：難波正司
3. Fantastic Rain
  - 作詞：友井久美子 / 作曲・編曲：難波正司
4. ハートのSEASON(3:34)
  - 作詞：恩田久義 / 作曲：尾関裕司 / 編曲：難波正司
5. あなたに一番効く薬(3:28)
  - 作詞：友井久美子 / 作曲：松田良 / 編曲：難波正司
6. 天使のミラクル(3:18)
  - 作詞：友井久美子 / 作曲：織田哲郎 / 編曲：難波正司
7. ガールズ・トーク(3:59)
  - 作詞：友井久美子 / 作曲：尾関裕司 / 編曲：難波正司
8. センチメンタルレポート
  - 作詞：友井久美子 / 作曲：三枝成章 / 編曲：難波正司
9. ひとりぼっちのエンディング
  - 作詞：恩田久義 / 作曲：山川恵津子 / 編曲：難波正司
10. Long Good-bye
  - 作詞：山根栄子 / 作曲：佐橋佳幸 / 編曲：村松邦男

## CD
1. ヒーローは泣かない
2. 潮風のCradle
3. Fantastic Rain
4. ハートのSEASON
5. ぴんく、ピンク、PINKe
  - 作詞：冬杜花代子 / 作曲：本間勇輔 / 編曲：小川哲夫
6. あなたに一番効く薬
7. 天使のミラクル
8. ガールズ・トーク
9. センチメンタルレポート
10. ひとりぼっちのエンディング
11. Long Good-bye